# Nectopyramis natans
Nectopyramis natans är en nässeldjursart som först beskrevs av Bigelow 1911.  Nectopyramis natans ingår i släktet Nectopyramis och familjen Prayidae. Inga underarter finns listade i Catalogue of Life.